# Valea Popii (gmina Priboieni)
Valea Popii – wieś w Rumunii, w okręgu Ardżesz, w gminie Priboieni. W 2011 roku liczyła 523 mieszkańców.